# 罗马诺·博纳古拉
罗马诺·博纳古拉（義大利語：Romano Bonagura，1930年10月15日—2010年10月30日），意大利前男子雪车运动员。他曾代表意大利参加1964年冬季奥林匹克运动会雪车比赛，获得男子双人银牌。